# Scyrotis alticolaria
Scyrotis alticolaria là một loài bướm đêm thuộc họ Cecidosidae. Loài này có ở Namibia.